# Kenyai bülbül
A kenyai bülbül (Phyllastrephus placidus) a verébalakúak (Passeriformes) rendjébe, ezen belül a bülbülfélék (Pycnonotidae) családjába tartozó faj.

## Rendszerezése
A fajt George Ernest Shelley angol ornitológus írta le 1899-ben, a Xenocichla nembe Xenocichla placida néven. Egyes szervezetek szerint a Cabanis-bülbül (Phyllastrephus cabanisi) alfaja Phyllastrephus cabanisi placidus néven.

## Előfordulása
Afrikában, Kenya, Malawi, Mozambik, Tanzánia és Zambia területén honos.